# 布拉諾島

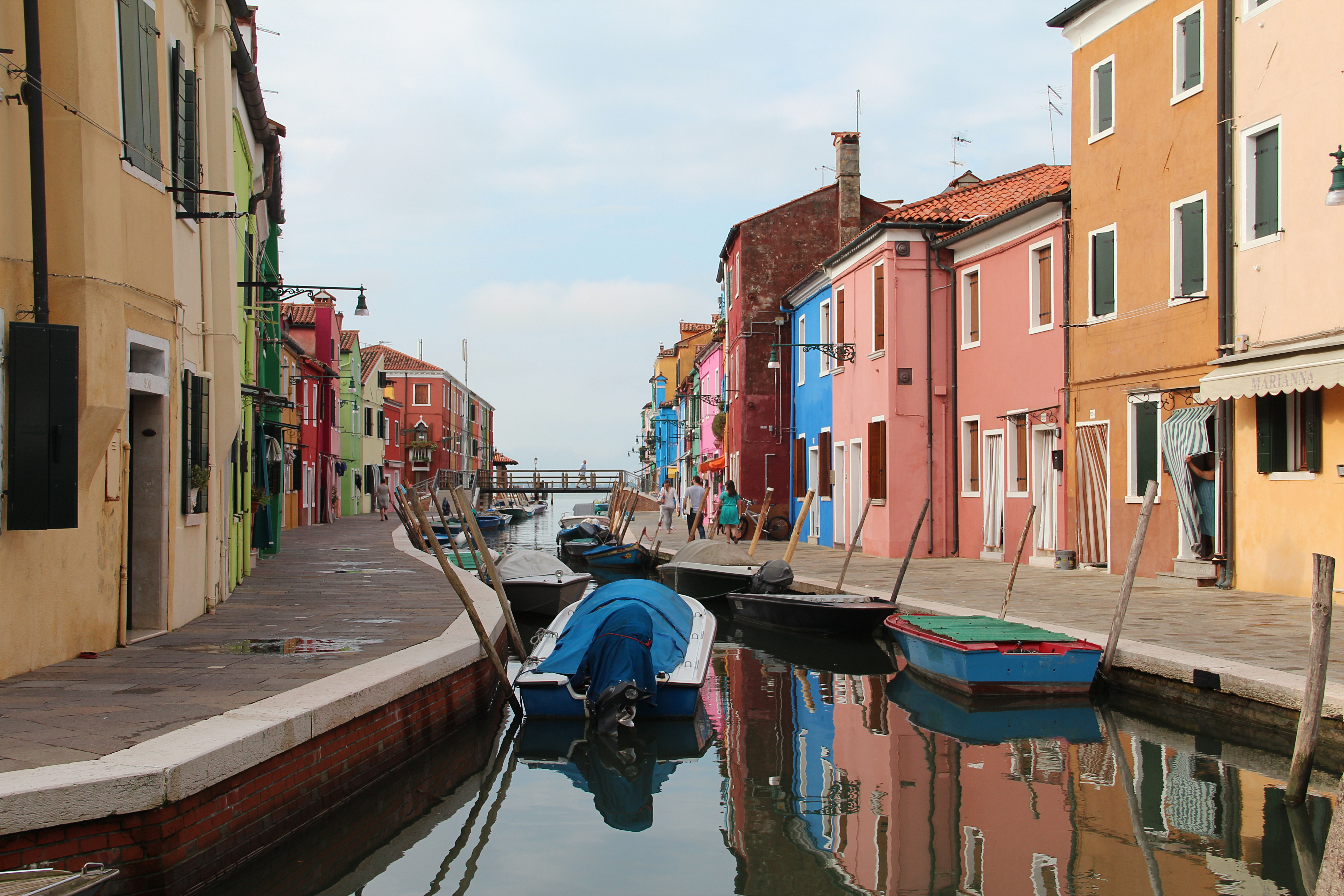
布拉諾島上色彩繽紛的房屋

布拉諾島（Burano）是義大利威尼斯潟湖上的島嶼，當地有蕾絲紡織業。布拉諾島距離威尼斯7公里，從威尼斯搭船需花費40分鐘才能抵達。

## 外部連結
- Burano laces historical manufacturer （页面存档备份，存于）
- Free-use photos of Burano

45°29′N 12°25′E / 45.483°N 12.417°E